# Concepción Rodríguez
José Concepción Rodríguez ist ein ehemaliger mexikanischer Fußballspieler, der seine Karriere 1976 beim Club León begann und 1984 zum Club Deportivo Guadalajara wechselte. Dort ließ der auch unter seinem Spitznamen „Concho“ bekannte Spieler seine aktive Laufbahn 1990 ausklingen.

## Karriere
Als vielseitiger Angriffsspieler konnte Concepción Rodríguez auf jeder Position in der Sturmreihe eingesetzt werden. Auch mit dem Ball am Fuß zeigte er eine große Beweglichkeit und verfügte über ein exzellentes Dribbling. Darüber hinaus hatte er einen ausgesprochenen Torriecher. Gleich in seiner ersten Saison bei Guadalajara (1984/85) war er der erfolgreichste Torjäger des Vereins.
Sein Länderspieldebüt gab Concho Rodríguez am 10. Februar 1981 gegen Südkorea, das die mexikanische Nationalmannschaft mit 4:0 gewann. Trotz seines gelungenen Einstandes (Rodríguez hatte das wichtige 1:0 bereits in der 14. Minute erzielt) wurde er in den kommenden sechs Jahren nicht mehr in die Nationalelf berufen. Erst im August 1987 kam er zu weiteren drei Länderspieleinsätzen. Als geringer Trost für die seltene Gelegenheit, sich das Nationaltrikot überzuziehen, mag ihm die Tatsache bleiben, dass Mexiko mit ihm auf dem Feld nie als Verlierer vom Platz ging. Seine persönliche Länderspielbilanz: drei Siege und ein Remis (gegen Argentinien).

## Erfolge
- Mexikanischer Meister: 1986/87